# Obsidian
Obsidian是使用Markdown语法的闭源笔记软件。

## 用途
用户可以在笔记间建立双向链接，并且可以探索这些笔记，连接形成的关系图谱，旨在帮助用户以一种灵活的、非线性的方式来组织和构架他们的想法和知识。
Obsidian基于Electron构建，是一款跨平台应用程序，可在Windows、Linux、macOS以及移动操作系统（如Android和iOS）上运行，不过没有提供基于网页的版本。
Obsidian可以通过添加插件进行定制，移动应用程序也可使用这些插件。Obsidian对个人使用免费，商业使用则需购买许可。

## 歷史
Obsidian是由Shida Li和徐子殷于2019冠狀病毒病疫情隔离期间所编写的。
两人在滑铁卢大学学习时相识，彼时他们已经在几个开发项目上进行了合作。
Obsidian的第一个版本于2020年3月30日发布。
1.0.0版本于2022年10月发布。
1.1版于2022年12月发布，增加了Canvas核心插件。

## 功能
Obsidian 主體在個人使用時是免費的。而端到端加密同步、發布頁面等額外功能則須以月費制度購買。